# Троянская, Эвелина
Эвелина Троянская (болг. Евелина Троянска; 15 ноября 1929 — 2000) — болгарская шахматистка, международный мастер среди женщин (1972).
Чемпионка Болгарии 1973 года.
В составе сборной Болгарии участница 2-х Олимпиад (1966—1969).
Муж — писатель и сценарист Антон Дончев.
Погибла в катастрофе в 2000 году.

## Изменения рейтинга
| Графики недоступны из-за технических проблем. См. информацию на Фабрикаторе и на mediawiki.org. |